# テン・ガロン・シャッフル
テン・ガロン・シャッフル (Ten Gallon Shuffle) は、秋吉敏子ジャズオーケストラ フィーチャリング ルー・タバキンのアルバムである。

## 収録曲
全て穐吉敏子の作編曲である。
1. テン・ガロン・シャッフル (Ten Gallon Shuffle)  - 5分13秒
2. フェイディング・ビューティー (Fading Beauty)  - 7分21秒
3. ジャミング・アット・カーネギー・ホール (Jamming at Carnegie Hall)  - 9分49秒
4. ブルー・ドリーム (Blue Dream)  - 15分57秒
5. ハッピー・ホッファー (Happy Hoofer)  - 8分35秒